# Ponornycia
Ponornycia (ukr. Понорниця) – osiedle typu miejskiego na Ukrainie, w obwodzie czernihowskim, w rejonie nowogrodzkim, siedziba hromady. W 2022 liczyło 1931 mieszkańców, wśród których 1931 wskazało jako ojczysty język ukraiński.